# پابلو کلاوریا
پابلو کلاوریا (انگلیسی: Pablo Clavería؛ زادهٔ ۱ آوریل ۱۹۹۶) بازیکن فوتبال اهل اسپانیا است.
از باشگاه‌هایی که در آن بازی کرده‌است می‌توان به باشگاه فوتبال رایو وایکانو اشاره کرد.